# Imogen Ayris
Imogen Ayris (12 de diciembre de 2000) es una deportista de Nueva Zelanda que compite en atletismo. Ganó una medalla de bronce en los Juegos de la Mancomunidad de 2022, en la prueba de salto con pértiga.